# Dolmen de la Pierre Levée (La Chapelle-Vendômoise)

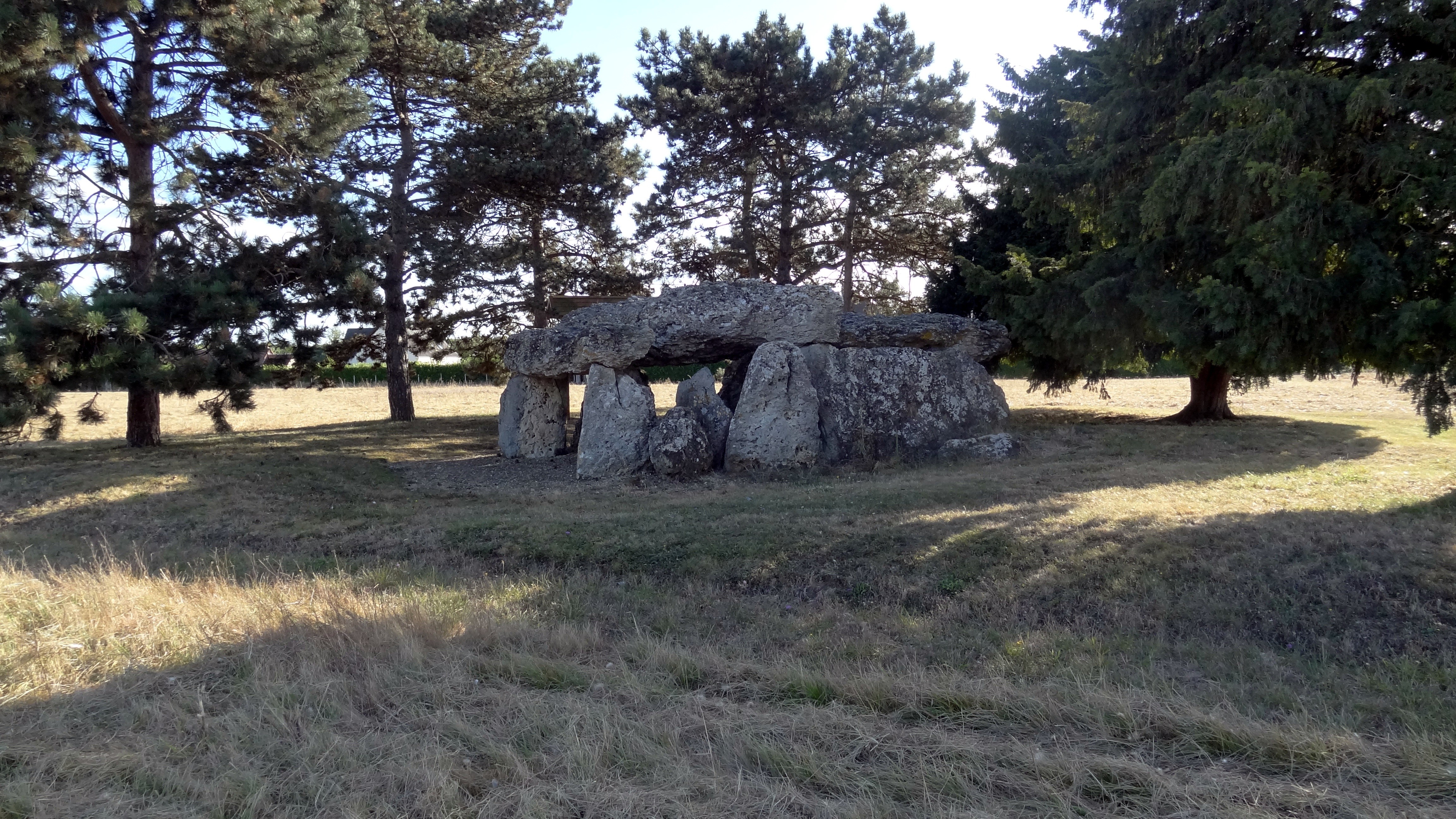
Pierre Levée von La Chapelle-Vendômoise

Der Dolmen de la Pierre Levée liegt in einem Feld an der „Chemin du Dolmen“ nahe der Straße D 957, südöstlich von La Chapelle-Vendômoise, bei Blois im Département Loir-et-Cher in Frankreich. Dolmen ist in Frankreich der Oberbegriff für Megalithanlagen aller Art (siehe: Französische Nomenklatur).
Der klassische, fast geschlossene Dolmen angevin. aus großen Kalksteinplatten markierte bis 1339 die Grenze zwischen den Grafschaften Vendôme und Blois. Die Hauptkammer misst innen etwa 5,0 × 3,0 Meter und ist 1,3 Meter hoch. Sie verfügt über je zwei seitliche Tragsteine, einen breiten Endstein und zwei breite Decksteine. Am vorderen Ende befindet sich das klassische angevinische Portal mit zwei Seitensteinen und einem geteilten Eingangsstein mit einer Art Seelenloch.
Der Dolmen ist seit 1889 als Monument historique eingestuft.

Dolmen de la Pierre Levée
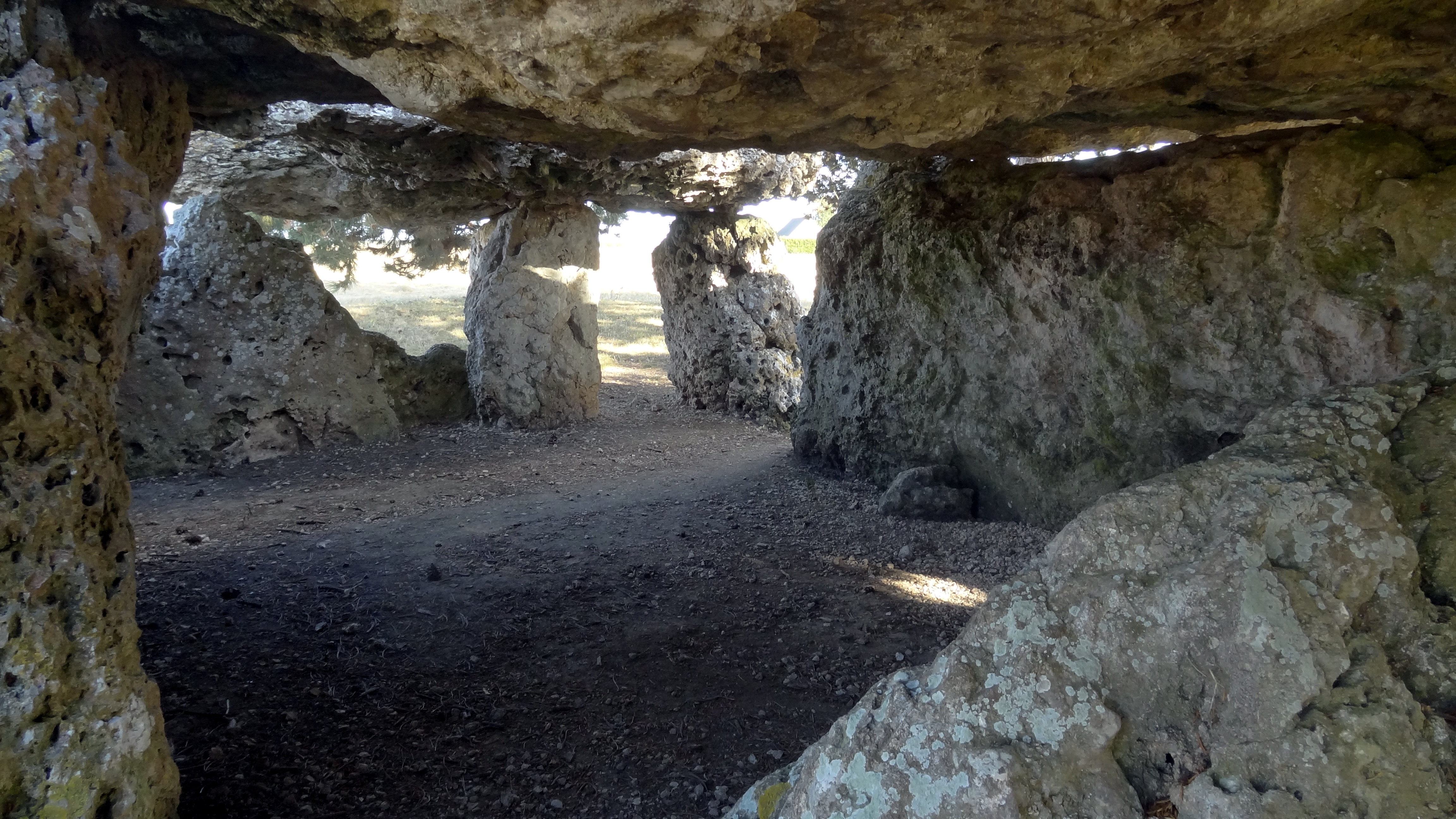
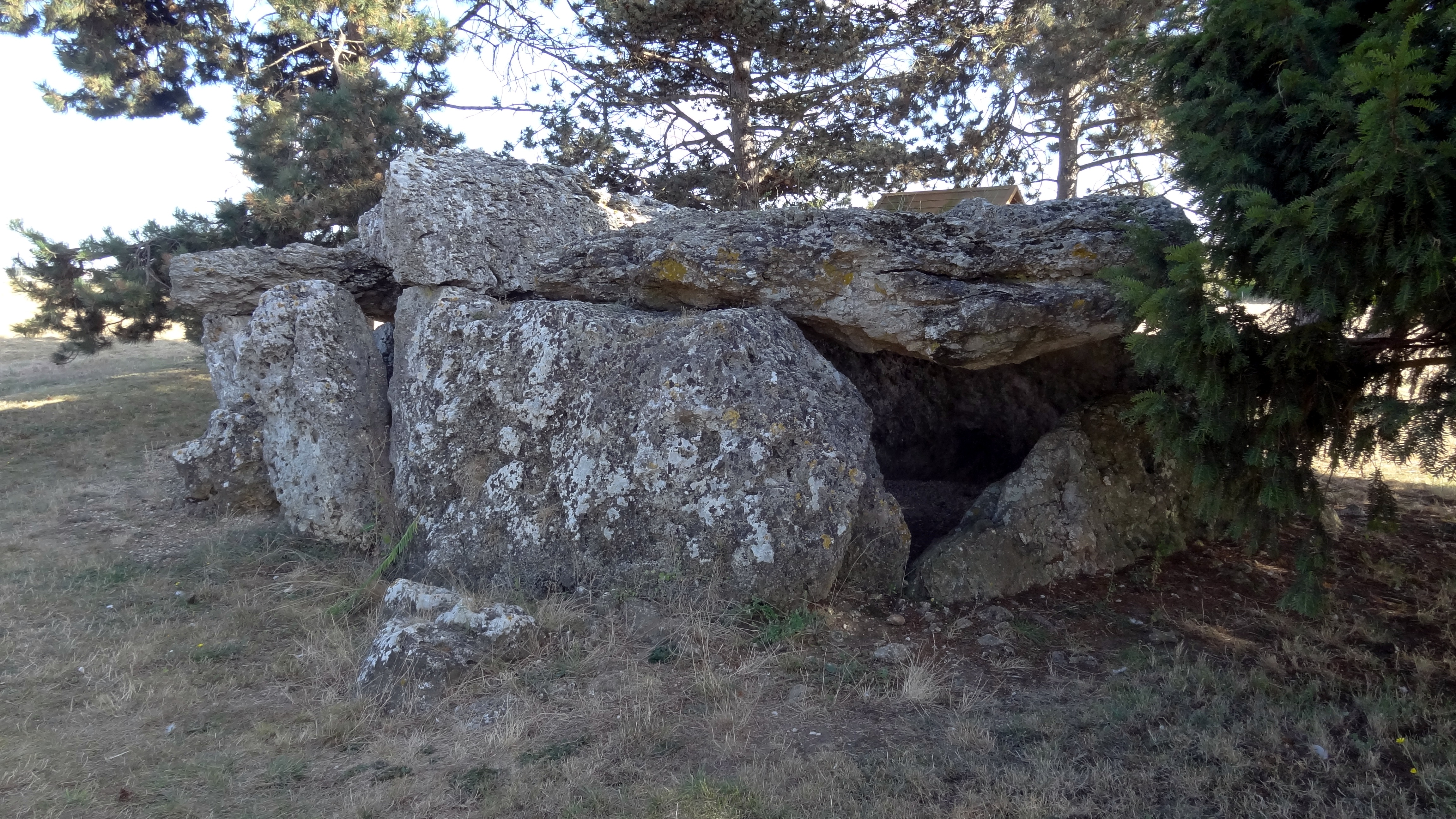
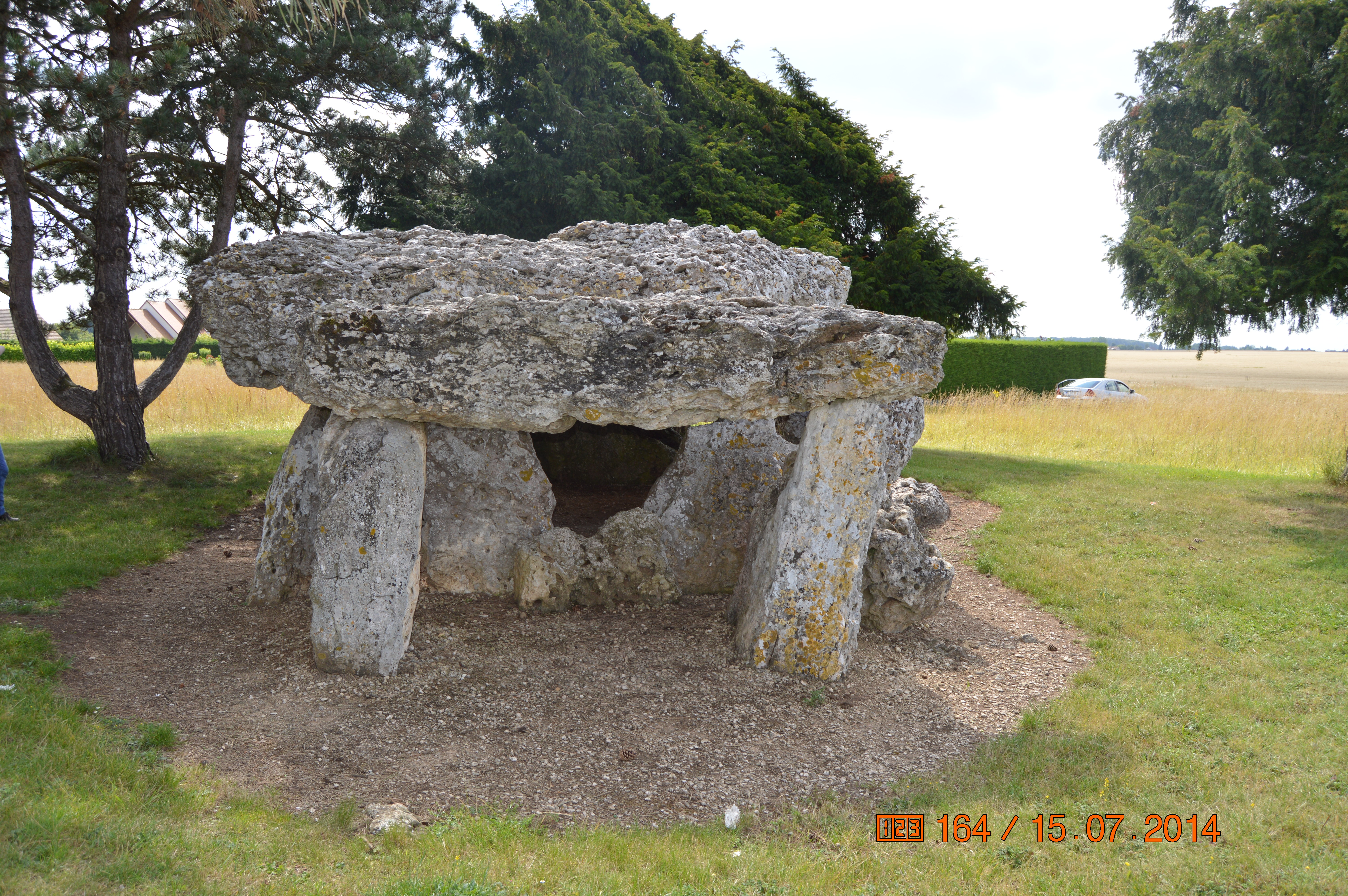
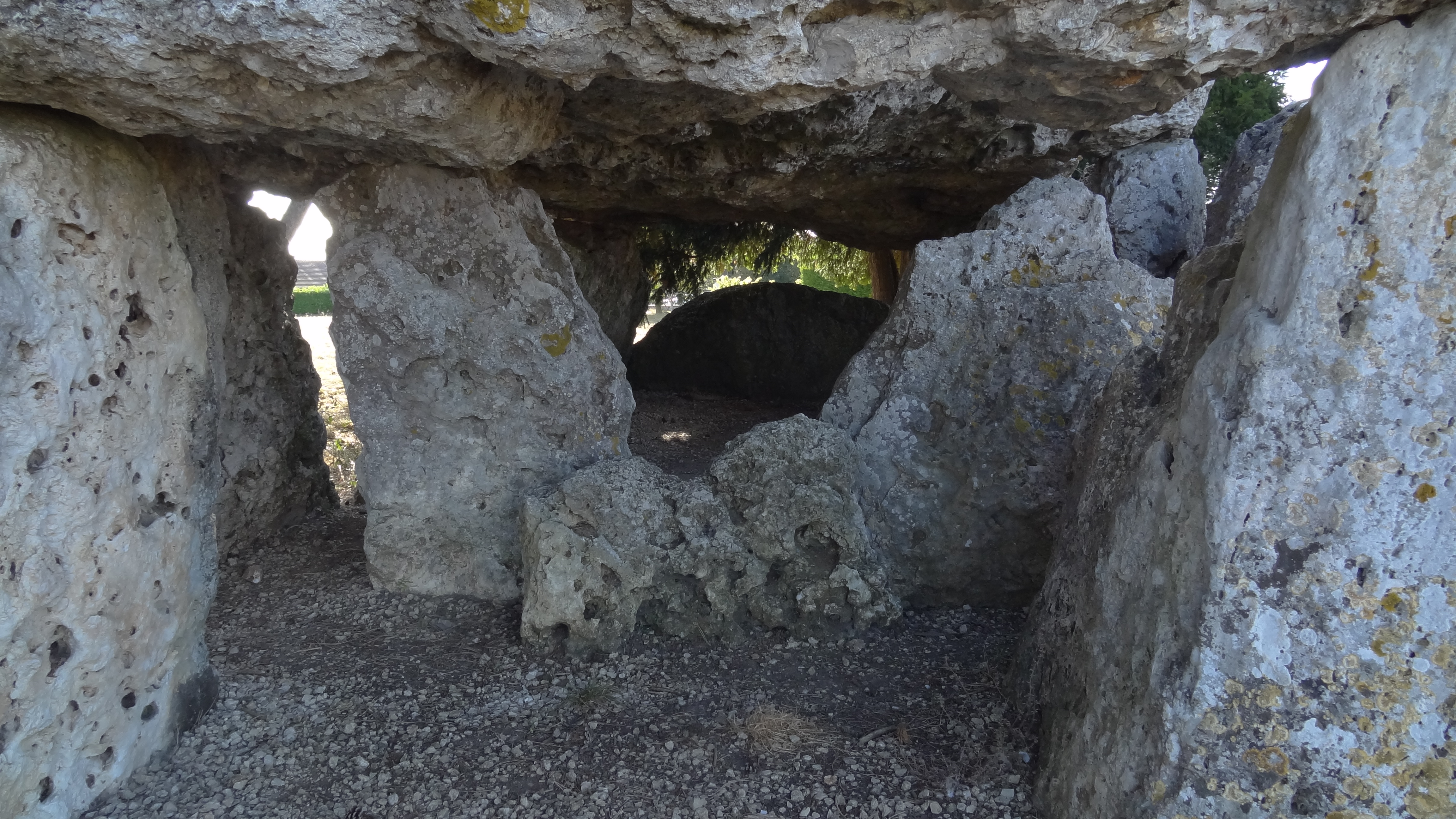